# روبيرت كورين
روبيرت كورين (بالإيطالية: Robert Koren) (مواليد 20 سبتمبر 1980 في رادلي أوب درافي) لاعب كرة قدم سلوفيني يلعب حاليا لصالح نادي ويست بروميتش ألبيون الإنجليزي .

## روابط خارجية
- روبيرت كورين على موقع الاتحاد الدولي (مؤرشف)  (الإنجليزية)
- روبيرت كورين على موقع الاتحاد الأوربي (الإنجليزية)
- روبيرت كورين على موقع قاعدة بيانات كرة القدم.إي يو (الإنجليزية)
- روبيرت كورين على موقع ناشيونال فوتبول تيمز (الإنجليزية)
- روبيرت كورين على موقع Soccerbase.com (لاعب) (الإنجليزية)
- روبيرت كورين على موقع عالم كرة القدم.نت (الإنجليزية)
- روبيرت كورين على موقع كووورة
- روبيرت كورين على موقع AS.com (الإسبانية)